# Терешковский сельский совет (Полтавский район)
Терешковский сельский совет (укр. Терешківська сільська рада) — входит в состав Полтавского района Полтавской области Украины.
Административный центр сельского совета находится в
с. Терешки.
В 2018 году Никольский сельский совет (Полтавский район) ликвидирован, а его населенные пункты переподчинены Терешковскому сельсовету (впоследствии и ОТГ)
В пределах границ ОТГ и сельсовета хорошо развита сеть магазинов торговли, обеспеченность транспорта и автомобильных дорог;

## Населённые пункты совета
- с. Терешки
- с. Копылы
- с. Никольское
- с. Безручки
- с. Бузовая Пасковка
- с. Вацы
- с. Зенцы
- с. Кашубовка
- с. Клюшники
- с. Курилеховка
- с. Малое Никольское
- с. Марковка
- с. Цибули

## Экономика
- ООО «Инстайл» — производство и реализация алмазного инструмента.
- ООО «Производственное предприятие Компрессорно-ремонтный механический завод».
- «Комбинат производственных предприятий», ОАО.
- «Полтава-Сад», ООО.
- ООО «Полтавский Каменяр-2002».
- ПП Компрессорно-ремонтный механический завод, ООО
- ПрАТ «Терешковский Зернокомбинат».
- ДП «Терешковский ЖБК».
- ПАО «УМС-23».
- ФГ «Вацы»
- ГП «Чаловское лесничество»
- ГП «Полтавское лесное хозяйство».
- ЗАО «Кашубовка».
- ЦМПР ст. Полтава-Южная

## Социальная сфера
- Терешковская школа I—III ст.
- Вацивская школа I—II ст.
- Кашубовская школа I ст.
- Безручанская школа I ст. (не действует)
- Терешковский дет.сад «Барвинок»
- Копылянский дет.сад «Ялынка»
- Никольская спец. школа-интернат
- Зинцовский сельский клуб
- Кашубовский сельский клуб

## Туризм и отдых
- Ресторанно-гостиничный комплекс «Зеленая Дубрава»
- Гостиница «Колос».
- Хостел «Лесной» (не действует)
- Детский лагерь отдыха «Молодая гвардия» Южной железной дороги

## Спорт
- Стадион «Коробка» с. Терешки, а также стадион за школой
- База тренировки ФК «Полтава»
- Стадион в с. Марковка «ФК Ваци»

## Медицина
- Терешковская АОПСМ
- Никольская АОПСМ
- Копылянская АОПСМ